# Natthäger
Natthäger (Nycticorax nycticorax) är en medelstor häger som är utspridd över stora delarna av världen.

## Utseende, läte och fältkännetecken
Natthägern är 58–65 centimeter lång, vingspannet är 90–100 centimeter. Den är ganska stor med kort näbb. I flykten ser den kompakt och kortstjärtad ut, väger tungt på "aktern" och håller näbben svagt nedåtriktad. En adult fågel är i princip omisskännlig med svart rygg och hjässa, röd iris, ljusgrå undersida med mörkgrå vingar. I flykten kan den se helt grå ut.  
Ungfåglarna har bruna vingar och beige bröst, överströdd med tydliga vita fläckar på vingen och brunt streckat på bröstet.   
I flykten hörs ett grodlikt läte: ko ark.

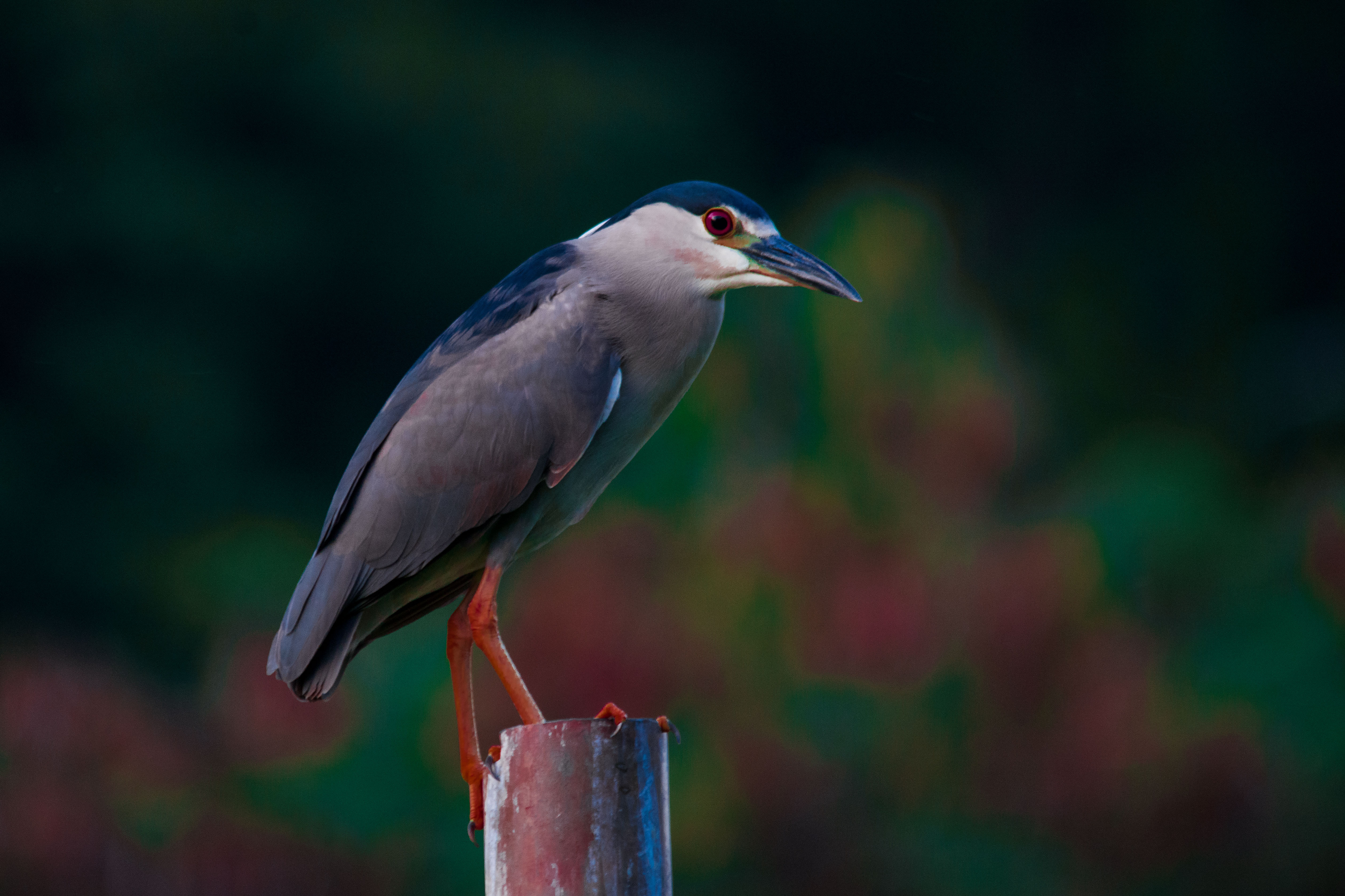

## Taxonomi och utbredning
Natthägern har en mycket omfattande utbredning och förekommer i Europa, Asien, Afrika, Nord- och Sydamerika och på öar i Indonesien, Indiska Oceanen och Stilla havet. De populationer som häckar utanför de tropiska delarna av utbredningsområdet är flyttfåglar medan övriga är stannfågel. Den genomför också lokala förflyttningar i många områden. Den nordamerikanska populationen övervintrar i Mexiko, södra USA, Centralamerika och i Västindien. Gamla världens fåglar övervintrar i tropiska Afrika och i södra Asien. 
Fågeln delas in i fyra distinkta underarter med följande utbredning:
- eurasisk natthäger[3] Nycticorax nycticorax nyticorax Gmelin, 1789 – nominatformen häckar i Europa och Asien till Indonesien, i Afrika samt på Madagaskar
- Nycticorax nycticorax hoactli – södra Kanada till norra Argentina och Chile
- Nycticorax nycticorax obscurus Bonaparte, 1857 – norra Chile och nordcentrala Argentina till Eldslandet
- Nycticorax nycticorax falklandicus Hartert, 1914 – Falklandsöarna

Nominatformen hybridiserar sällsynt med rostnatthäger (Nycticorax caledonicus) på Java, Sulawesi och i Filippinerna.

### Förekomst i Sverige
I Sverige är natthägern en mycket sällsynt gäst som påträffats en knappt 40-tal gånger, enbart i södra delen av landet.

## Ekologi
Natthägern är som namnet avslöjar nattaktiv och sover på dagen tillsammans med andra fåglar i trädkronor. Den nordamerikanska underarten lever mer flockvis under häckningstid än nominatrasen.

### Biotop och häckning

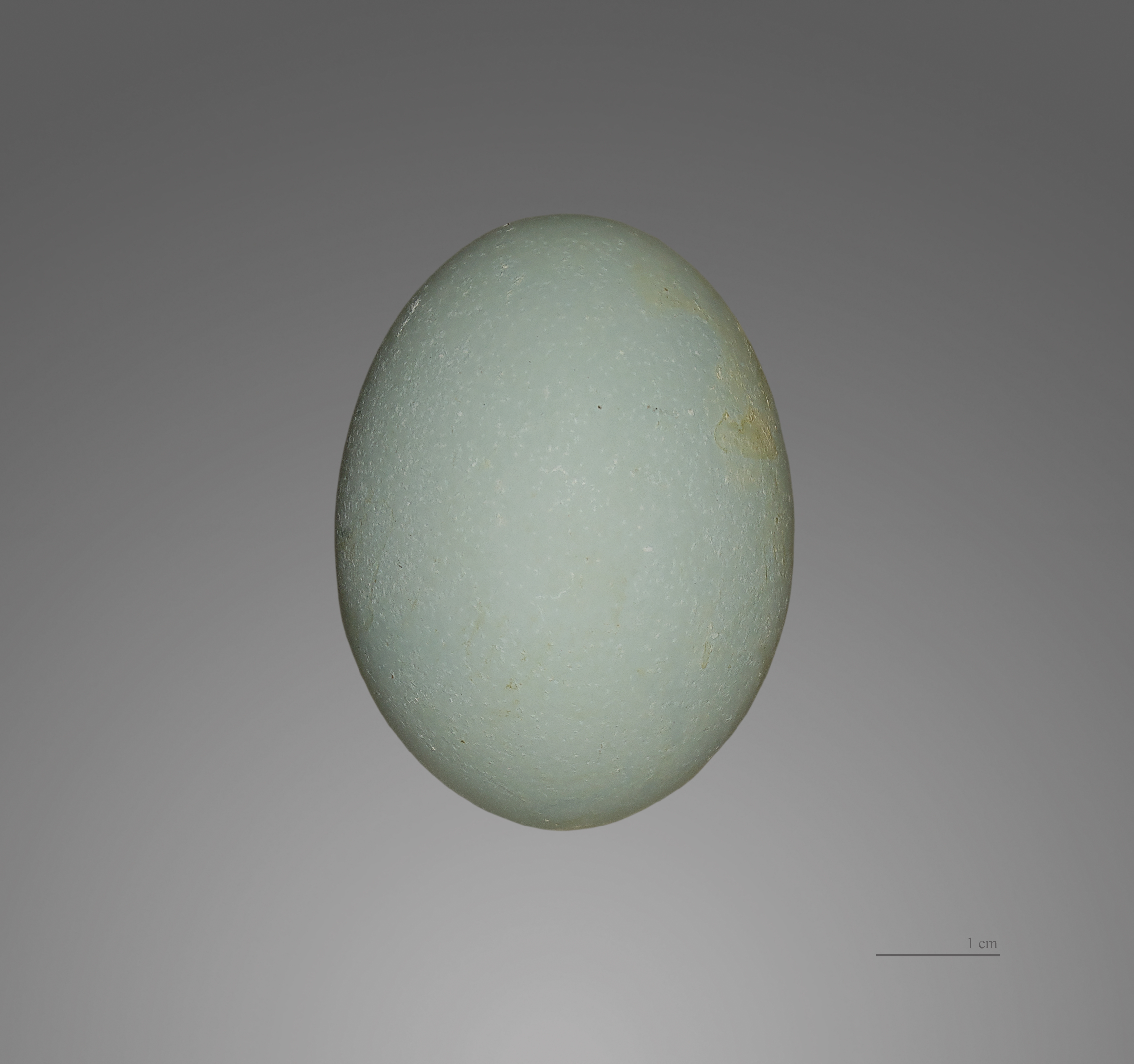
Ägg av natthäger.

Den häckar vid träsk, dammar och kanaler med lämpliga boträd och är relativt utspridd i världen. Boet är enkelt och byggs i en trädklyka eller i tät vass. Den lägger mellan tre och åtta ägg.

### Föda
Natthägern födosöker genom att stå still vid vattenbrynet tills de ser ett lämpligt byte, mest nattetid. Födan utgörs av småfisk, kräftdjur, grodor, vattenlevande insekter samt mindre däggdjur. Under dagarna befinner den sig i träd eller i buskar. 

## Status och hot
Arten har ett mycket stort utbredningsområde liksom en stor världspopulation som verkar vara stabil. Internationella naturvårdsunionen IUCN kategoriserar därför arten som livskraftig. Den har ökat kraftigt i Nordamerika men minskar i Europa. Världspopulationen uppskattas till cirka 570 000–3,73 miljoner individer, varav 60 000–86 100 par tros häcka i Europa.

## Namn
Dess vetenskapliga släktnamn och artepitet Nycticorax betyder "nattkorp", vilket refererar till dess nattliga leverne och dess kråklika kraxande läte.